# Hatschower

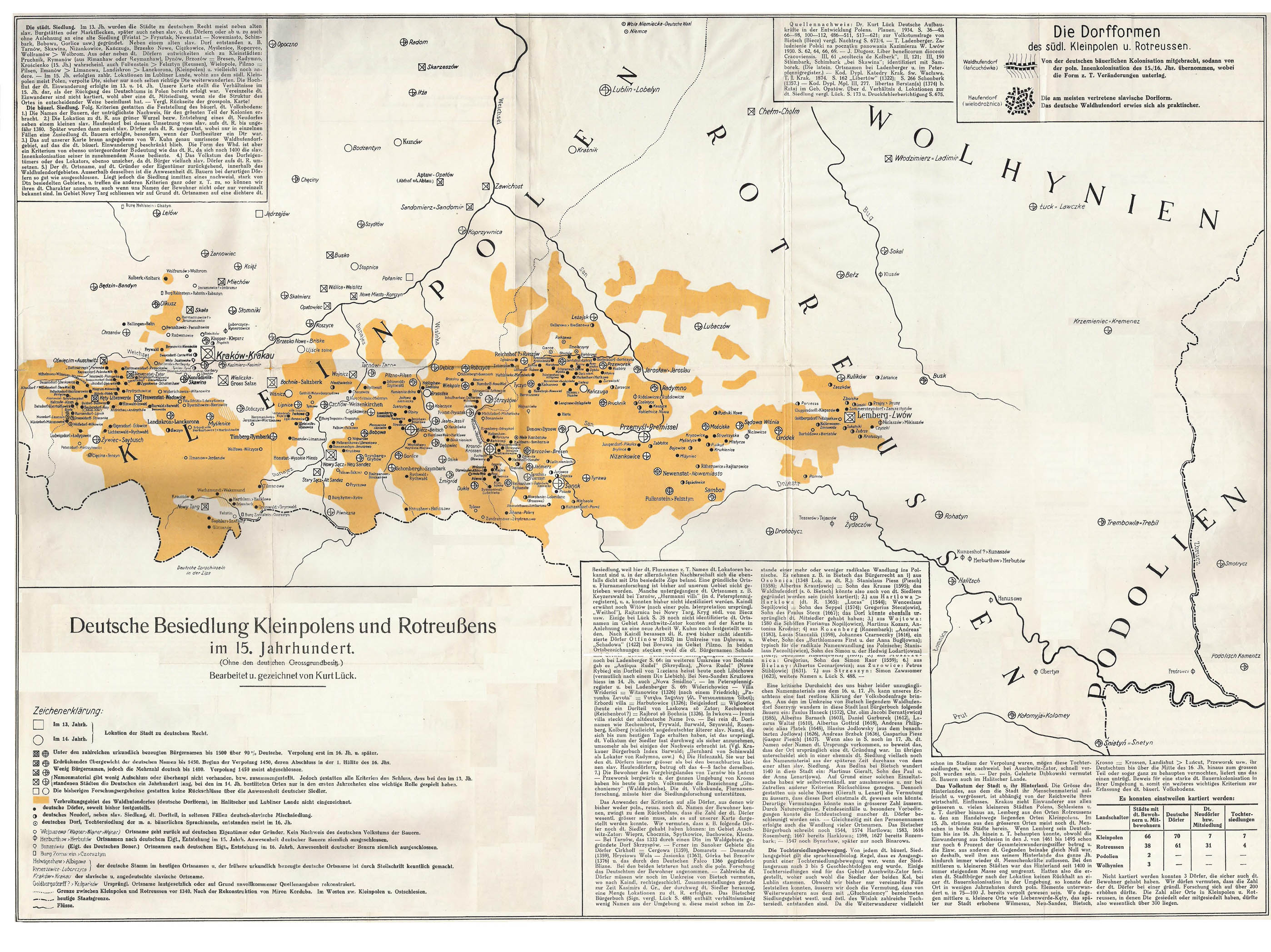
Niemieckie osadnictwo w Małopolsce oraz Rusi Czerwonej w XV wieku, fragment niemieckiego atlasu historycznego z roku 1934, wyd. Poznań

Hatschower – nazwa niemieckiej akcji regermanizacyjnej w czasie II wojny światowej na terenie przedwojennego powiatu brzozowskiego w latach 1939–1944 dotycząca głównie Haczowa. Niemiecka nazwa Hatschower po polsku znaczy Haczowianin.
Taką okupacyjną germanizację usiłowano przeprowadzić na całym Podkarpaciu, np. w Iwoniczu, Odrzykoniu, Komborni. Opierano się przy tym na dostępnych archiwach kościelnych archidiecezji przemyskiej, które wspominają m.in. że podczas wizytacji biskupiej w 1604 miejscowa ludność mówiła po niemiecku, oraz aktach parafialnych i polskich dokumentach archiwalnych wytworzonych na przestrzeni wieków przez kancelarię królewską a dostępnych w archiwum wawelskim. Na niemiecką genezę wsi wskazują również oficjalne kościelne publikacje m.in. Szematyzm diecezji przemyskiej.
Jeszcze w okresie przed 1939 Niemcy przeprowadzili na tym terenie badania etnograficzne poszukując potomków dawnych kolonistów. Funkcjonował już wówczas termin etnograficzny „Głuchoniemcy” na określenie ludności spolszczonej nie identyfikującej się z Niemczyzną. Prace te przyczyniły się m.in. w okresie wojny do prowadzenia nazistowskiej polityki narodowościowej.
O niemieckich przodkach obecnych mieszkańców Podkarpacia można również przeczytać w książkach Przemysława Dąbkowskiego oraz największego badacza historii ziemi sanockiej dr. Adama Fastnachta. Badacze ci szacowali niemiecką populację w okresie średniowiecznego osadnictwa osiadłą w dorzeczu Wisłoki na ok. 30%. Jednocześnie niemiecki etnograf Kurt Lück, jak i polscy historycy Fastnacht i Dąbkowski opierali swoje badania na podstawie tych samych dokumentów źródłowych.
W czerwcu 1940 na Podkarpaciu został przeprowadzony spis ludności, wykorzystany również do agitacji na rzecz germanizacji różne powody (między innymi; zwolnienie krewnych z obozów jenieckich, przydziały żywności itp.)
W czasach okupacji, mimo wywozu do obozów koncentracyjnych, i mimo obiecanych korzyści, ani jeden mieszkaniec nie przyznał się do nowej narodowości. Pomimo tej nazistowskiej akcji narodowościowej na obszarze Landkreis Sanok polscy obywatele niemieckiego pochodzenia, m.in. cywilni urzędnicy sanockiego Gestapo Rudolf Probst i Rudolf Schmidt, byli zaprzysiężonymi żołnierzami AK, dzięki którym uratowano dziesiątki osób związanych z polskim państwem podziemnym.
Pochodzenie mieszkańców Haczowa wywoływało wiele polemik i dyskusji w okresie powojennym. Działacze polityczni związani z endecją widzieli w mieszkańcach społeczność polską, inni badacze zwracają uwagę na przemiany kulturowe związane z wczesnym osadnictwem.
Obecnie mieszkańcy o nazwiskach pochodzenia niemieckiego stanowią 70% mieszkańców, pozostali mieszkańcy mają nazwiska polskie albo pochodzenia ukraińsko-łemkowskiego.